# Olof Skötkonung

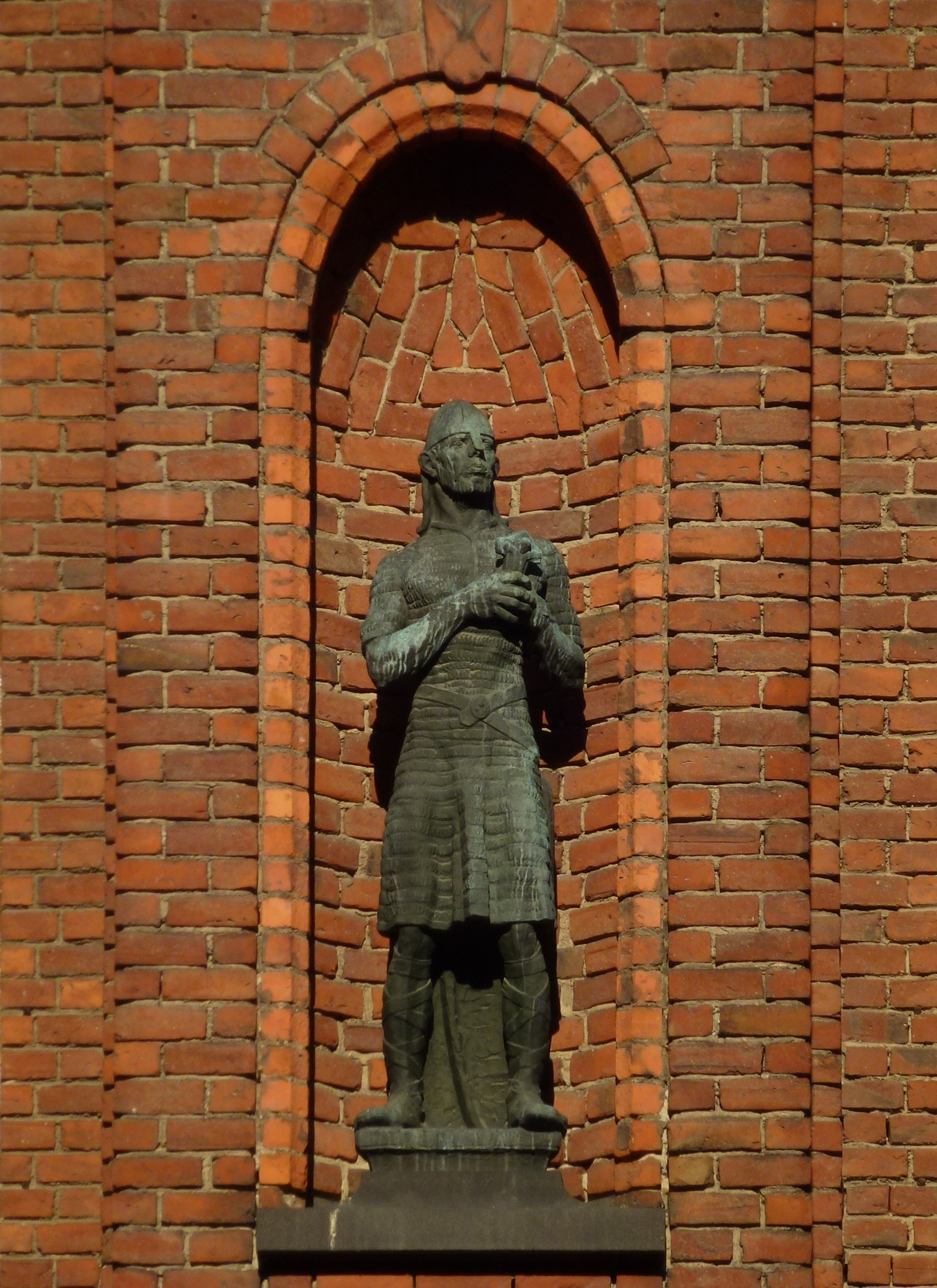
Olof Skötkonung i en tolkning av Ansgar Almquist på Stockholms stadshus.

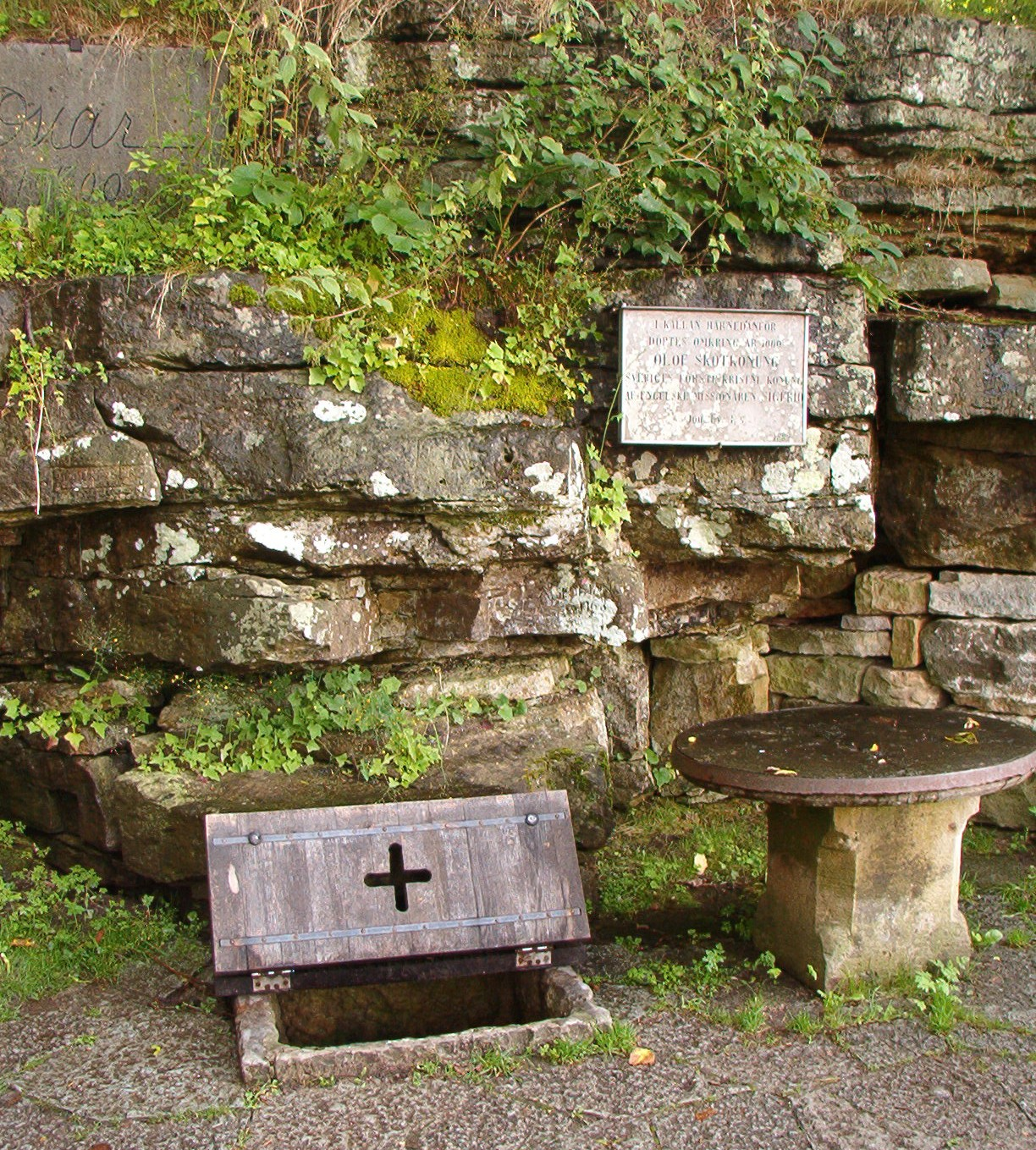
S:t Sigfrids källa vid Husaby kyrka, dit många åker i tron att det är platsen för Olof Skötkonungs dop.

Olof Skötkonung (fornnordiska: Óláfr skautkonungr), född cirka 980 (alternativt på 960-talet), död sannolikt under vintern 1021–1022, var kung av Sverige cirka 995–1022. Han var son till Erik Segersäll. 
Olof är den förste kung som bevisligen regerade över både Mälardalen och Västergötland och han är också den förste svenska kung som döptes, förblev kristen och bidrog till Sveriges kristnande. Olof Skötkonung var dessutom först med att prägla mynt i Sverige. Utöver detta är inte mycket känt med fullständig säkerhet.

## Krig med Danmark och Norge
I början av sin regering låg Olof Skötkonung i krig mot den danske kungen Sven Tveskägg, vars rike hans far Erik Segersäll hade regerat över en kort tid, och som Olof gjorde anspråk på. Men kriget avslutades med att Olof erkände Sven Tveskägg som kung av Danmark, och den senares giftermål med Olofs moder (denna detalj återkommer både i de källor som nämner henne som Swiatoslawa av Polen och de som hävdar att hon hette Sigrid Storråda) ledde till ett närmande.
Det har spekulerats i om Olof Skötkonung är identisk med den kung "Anlaf" som enligt den Anglosaxiska krönikan tillsammans med kung  "Swein" (Sven Tveskägg) och en vikingaflotta på 94 skepp gjorde ett misslyckat försök att inta London och därefter härjade i sydöstra England tills den engelske kungen Æthelred den rådville erbjöd dem 16 000 pund i danagäld.
Enligt isländska källor skall i alla fall Olof, återigen allierad med Sven Tveskägg, samt norska upprorsmän ha deltagit i slaget vid Svolder år 1000 mot den norske kungen Olav Tryggvason. Som en följd av denna seger delades Norge mellan de två kungarna och Olof Skötkonung fick Bohuslän och södra Tröndelag, länder som han dock under de fortsatta striderna mot norrmännen senare förlorade. Från och med 1015 gjorde nämligen Olof Haraldsson framgångsrikt anspråk på Norges krona och lyckades döda Olof Skötkonungs jarlar i Bohuslän. Olof skall enligt de isländska sagorna senare ha tvingats sluta fred med sin norske namne (se Torgny lagman), och gifta bort sin dotter med honom.

## Kristnandet
Olof Skötkonung var den förste svenske kung som tog dopet och förblev kristen till sin död. Hans far Erik Segersäll hade också blivit döpt men övergav senare den kristna tron. Enligt den traditionella historietolkningen ska Olof Skötkonung ha döpts år 1008 i Husaby källa (numera kallad S:t Sigfrids källa) i Västergötland av den engelske missionären Sigfrid som ska ha blivit Skara stifts andra biskop, och senare den förste biskopen i Växjö stift. 
Källäget är dock problematiskt. Årtalet 1008 är hämtat från en annan svårtolkad källa som troligen inte ens har med detta dop att göra. Olofs myntning indikerar att han var döpt tidigare. På mynten, som präglades under perioden 995–1020, finns dels kors, dels texten ”in nomine Domini” (”i Guds namn”, som inte hämtats från myntens förlagor). Tänkbart är dock att även om han tidigt tog ställning för kristendomen kan dopet ha fått vänta. Dessutom finns det inte mindre än tre olika personer som utpekats som den som döpte sveakungen:
Enligt Adam av Bremen skall istället Thurgot ha grundat Skara stift 1014 och tillika varit den som döpte Olof Skötkonungs drottning och barn. En missionär vid namn Sigfrid skall visserligen ha kommit till Sverige, men först 1016. Däremot nämner Adam av Bremen inte vem som döpte Olof Skötkonung själv, vilket leder till antagandet att det måste ha skett tidigare och ha utförts av en engelsk missionär, inte av en representant för Hamburg-stiftet. Saxo Grammaticus pekar ut en engelsk missionär vid namn Bernhard som var verksam i Skåne. Men denne anlände till Danmark tillsammans med Knut den store först år 1019, vilket bedöms som alldeles för sent för att han skall komma ifråga.
Snorre Sturlasson skrev i Heimskringla att den som döpte Olof Skötkonung var den engelske missionären Sigurd, som var verksam i Olav Tryggvasons hird innan han trädde i svensk tjänst efter slaget vid Svolder. Varken Saxo eller Snorre nämner dock några detaljer om hur dopet gick till, och det har därför varit frestande att förlita sig på den mer innehållsrika Sigfridslegenden från omkring 1200.
Enligt Sigfridslegenden döpte Sigfrid en kung vid namn Olof vid Kinnekulle (där 2 källor finns vid Husaby). Sigfridslegenden har troligen använts som källa av Västgötalagens kungalängd som i en kortfattad notis berättar hur dopet gick till, men här anges det att det skedde vid Brigida källa som ligger väster om kyrkan och strax nedanför biskopsborgen, inte vid S:t Sigfrids källa. Praktiska problem visar att det knappast kan ha skett vid S:t Sigfrids källa eftersom dop innebar en total nedsänkning av individen, vilket är eller var fullt möjligt vid Brigidakällan och vid den södra sidan av landsvägen. Problemet med Sigfridslegenden är att det är en tendentiös källa som är avsedd att framställa Sveriges då yngsta stift (Växjö) som det äldsta. De fåtaliga uppgifter som går att kontrollera har visat sig vara felaktiga. Till exempel har det inte funnits någon ärkebiskop Sigfrid av York.
Det enda som de sentida källorna är helt entydiga om är att den som döpte Olof Skötkonung var en engelsk missionär. Snorre Sturlasson och Sigfridslegenden har dessutom snarlika namn på missionären, Sigurd respektive Sigfrid. Endast Sigfridslegenden anger platsen för dopet, det vill säga Kinnekulle i Västergötland, i Västgötalagens kungalängd preciserat till Brigidas källa i Husaby. Årtalet 1008 kommer däremot från en helt annan, och rent av samtida, källa till skillnad från de ovannämnda. Bruno von Querfurt berättade att en kristen furste döptes detta år, genom att han blivit "sänt över havet [...] för att bringa evangelium till suigierna...". Det kan visserligen inte uteslutas att Bruno syftade på någon okänd vendisk furste, men möjligen var det just Olof Skötkonung som avsågs och möjligheten att dopmissionen utgått från polskt område måste tas i övervägande.
Enligt den anglosaxiska krönikan skall kungen "Anlaf", som tillsammans med Swein (Sven Tveskägg) härjade i England och möjligen är identisk med Olof Skötkonung, ha övertalats att döpa sig i Andover i närvaro av den engelske kungen och biskoparna Ælfheah och Sigeric. Kanske har denne Sigeric sedan ihågkommits som "Sigfrid" eller "Sigurd" i legenderna. Dopet av Olof Skötkonung skall i så fall ha skett år 994 och stämmer bättre med Olofs kristet präglade myntning redan från år 995 och framåt. 

### Skara stift
Enligt Adam av Bremen bidrog Olof Skötkonung också till att landets första biskopssäte inrättades i Skara 1014, efter att ha misslyckats med att riva ner hednatemplet i Uppsala. Biskopslängden i Västgötalagen meddelar dessutom att han efter att ha döpts där skänkte byn Husaby till det nya stiftet. Västergötland hade kristnats senast 900-talet (vissa delar sedan i alla fall slutet av 800-talet). Valet av Skara som stiftsstad framför Sigtuna, som hade varit en kristen stad ända sedan dess grundläggande på 970-talet, behöver inte enbart ha berott på att Västergötland var det första landskapet som blev kristnat: det finns gott om runstenar i Mälardalen från samma tid med kristna kors, så Sigtuna var inte en kristen utpost omgiven av hedningar. En tänkbar förklaring är att Olof Skötkonung ogärna ville underordna sig den tysk-romerske kejsaren, vars intressen ärkebiskopen av Hamburg-Bremen företrädde.[källa behövs] Av samma anledning gynnades engelska missionärer.
Denna uppfattning om stiftets framväxt och betydelse har dock ifrågasatts. Vilket år ett regelrätt biskopssäte kan anses ha skett eller om det var det första i Sverige, går inte att säga. Omkring år 1100 fanns ett flertal biskopssäten i Sverige och de tillgängliga förteckningarna antyder att gränserna fortfarande var under utveckling, liksom i viss mån själva platsen för biskopssätena. Av det skälet är det omöjligt att jämföra de tidiga biskopssätena med varandra, eftersom ingen av dem stod över de andra, tills det framgår att Gamla Uppsala i hård konkurrens med Linköping valdes till platsen för ärkebiskopssätet i mitten av 1100-talet.

## Myntning i Sigtuna

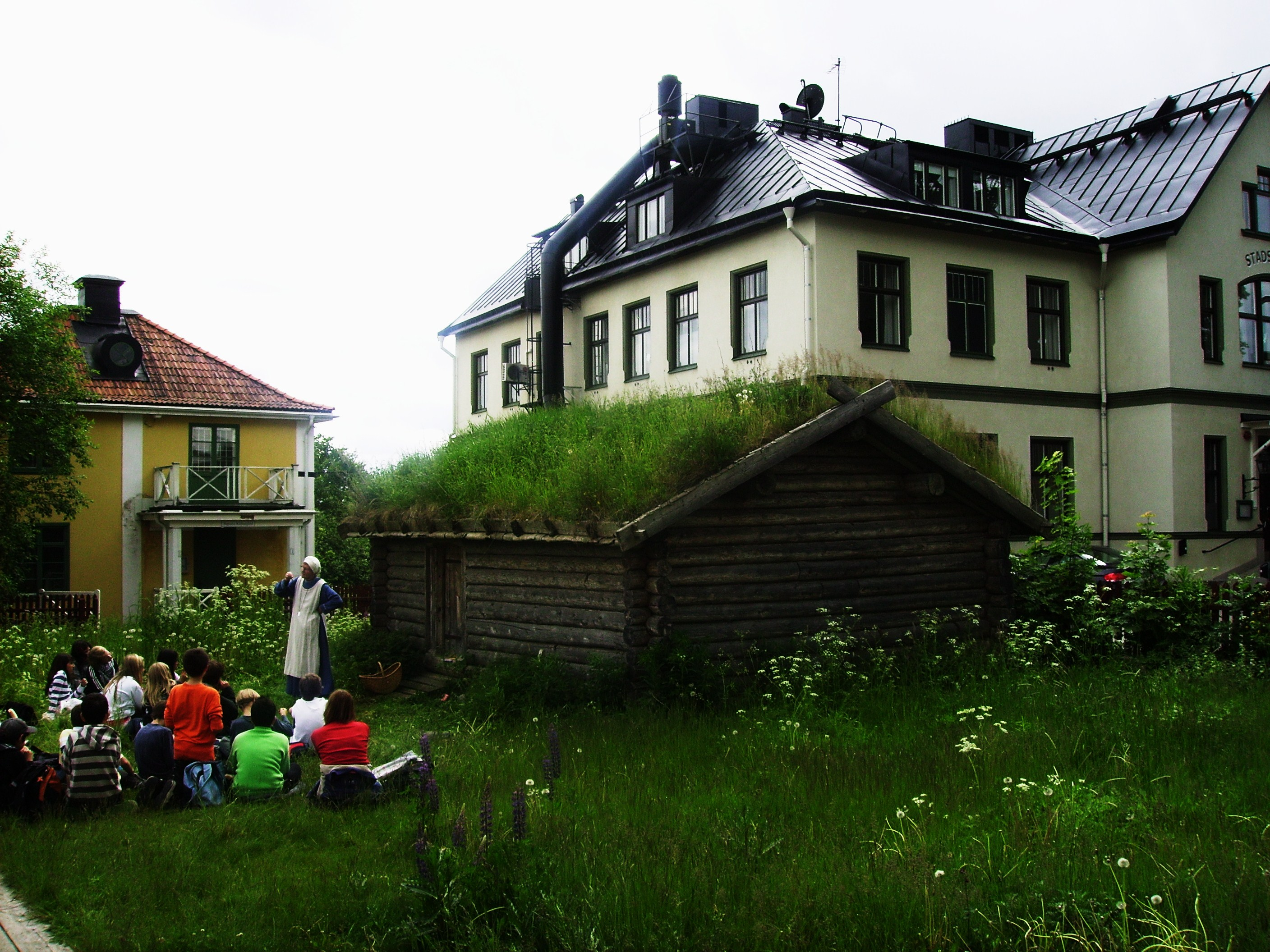
Rekonstruktion av Olof Skötkonungs myntverk i Sigtuna.

Olof Skötkonung är den förste som låtit slå mynt i Sverige, vid ungefär samma tidpunkt som de första norska mynten slås, liksom de första danska med kungabild och inskrifter. I alla tre fall tycks det vara fråga om en och samma mästare, Godwine, som tydligen invandrat från England. På Olofs mynt omnämns han först som "Olof, kung i Sigtuna", men senare som "Olof svearnas kung". Detta ingick i ett mönster som återkom även i Danmark och Norge, med nygrundade städer i utkanten av kungens maktområde, möjligen i syfte att stödja de kristna kungarnas ambitioner i hedniska områden, där också myntning ägde rum (motsvarande städer i de andra rikena var Lund och Roskilde respektive Oslo och Trondheim). Sigtuna grundades troligen av Olofs far Erik Segersäll, och att mynten verkligen slogs där har bekräftats av fyndet av en myntstamp. Myntningen fortsatte fram till ungefär till 1020 i Olofs namn, sedan i sonen Anund Jakobs, för att därefter upphöra helt. Mynten med Olofs namn efter ca år 1000 har dock inskrifter som tyder på att myntmästarna inte kunde läsa, och en stamp kallade honom "Rex Ancol", 'kung av England'.

## Olof Skötkonungs avsättning och sista år

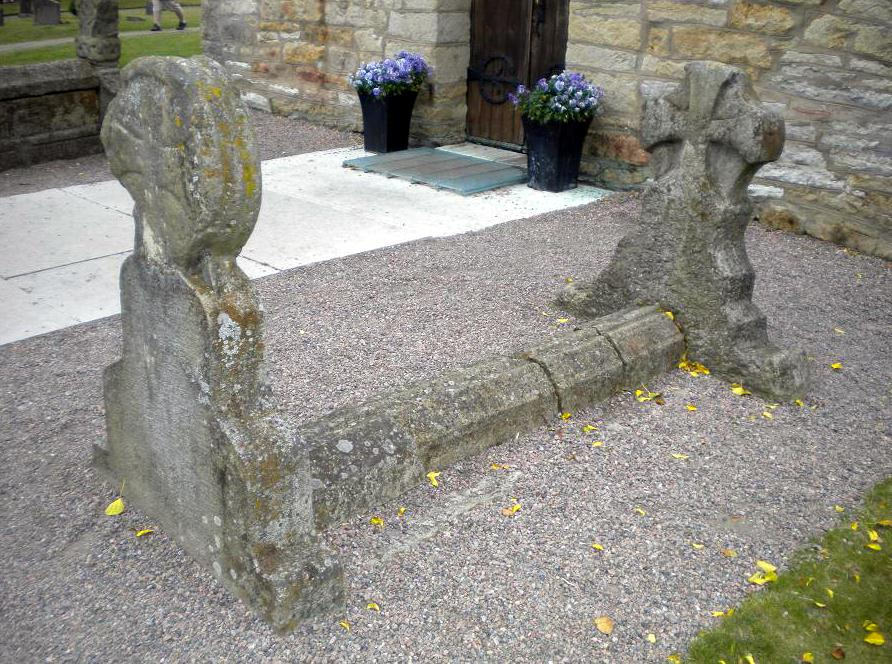
Den utpekade Olofsgraven vid Husaby kyrka

Enligt kyrkohistorikern Adam av Bremen skulle Olof Skötkonungs kristna tro ha lett till missnöje bland hedniska svear, som avsatte honom och i stället tillsatte hans (lika kristne) son Anund Jakob som kung. De sista åren av sitt liv var han därför kung över enbart Västergötland som han själv hade fått välja av svearna. Snorre Sturlasson anger dock ett annat motiv till svearnas beslut. Enligt honom skulle orsaken ha varit missnöje med Olof Skötkonungs långvariga krig mot Norge vilket hade lett till att länderna på andra sidan Östersjön hade frigjort sig från svearnas välde. Snorre angav Olof Skötkonungs ovilja att lyssna på goda råd som en anledning till att Upplands lagman Torgny, tillsammans med sin västgötske kollega Emund och Västergötlands jarl Ragnvald, förmådde svearnas ting att avsätta honom som kung och i stället insätta sonen. Olof Skötkonung skulle därefter ha fått Västergötland med bibehållen kungatitel som ett slags underhållslän med Anund Jakob som överkung. Det dröjde dock inte länge innan far och son försonades och Olof Skötkonung tilläts regera som medkung till Anund Jakob fram till sin död vintern 1021–1022. Adam av Bremen anger, sannolikt felaktigt, att Olof skulle ha dött på 1030-talet. 
En uppgift om att Olof med fru skulle ligga begravd i Husaby i Västergötland nämns tidigast 1691 i Carl XI:s dagbok och 1716 av Aubry de la Motraye och är lika obevisbar som de 100–200 år äldre uppgifterna att han är begravd i Skara eller Linköping. Den utpekade graven i Husaby är inte tillräckligt gammal för att vara hans utan runt hundra år yngre, men utgrävningar i början av 1900-talet kunde slå fast att det fanns tre lager med gravläggningar under hällarna och den understa och möjligen det mellersta lagret var äldre än dessa hällar. Hur mycket äldre är dock inte fastställt.

## Familj
Enligt Adam av Bremen var han gift med Estrid, en slavisk (obotritisk) furstedotter, och med henne hade barnen Anund Jakob samt Ingegerd, bortgift med Jaroslav Vladimirovitj, sedermera storfurste av Kiev, men att sonen Emund den gamle kom ur ett frilloförhållande. Snorre Sturlasson anger att han hade en frilla vid namn Edla, men att han med henne hade fyra barn: förutom Emund Astrid, bortgift med norske kungen Olof den helige, en i övrigt okänd Holmfrid samt Anund Jakob. Adams uppgifter ligger betydligt närmare i tid, och brukar ses som mer tillförlitliga.

## Namnet Skötkonung
Namnet Skötkonung nämns för första gången på 1200-talet, och då var dess betydelse redan glömd. Det enda tillnamn som förekommer i en tidigare källa är från Snorre Sturlassons Heimskringla. Snorre behövde skilja Olof Skötkonung från de norska kungarna Olav Tryggvason och Olav Haraldsson och kallade därför honom för Olav den svenske.
Det finns många olika förklaringar till namnet. Tillägget till Hervarsagan gav en uppgift att det skulle berott på att han bars i ett "sköte" (ett veck av en klädnad). Vanligen sätts det i samband med ordet "skatt": antingen att han skattlade jorden (Hans Hildebrand), eller att han var skyldig att betala tribut till någon annan. Vem denne person i så fall skulle vara har det funnits flera förslag på: Påven (i form av Peterspenning; uppfattningen har framförts av Olaus Petri och Henrik Schück) hans son Anund Jakob (Adolf Schück), Sune Lindqvist föreslog att det rörde sig om ärkebiskopen av Hamburg-Bremen, Peter Sawyer att det var Sven Tveskägg, och att det snarast var ett symboliskt underordnande. En variant är att istället att tolka "skatt" som om det hade med hans myntning att göra. Lars Lagerqvist satte det i samband med inskriften "sceat" på en del av hans mynt. Toni Schmid föreslog att det istället kom från skötningen av Husaby till biskopsstolen. En urgammal högtid när fastigheter bytte ägare, där ett stycke jord placerades i skötet på en sittande person, kan också ha spelat in.